# Century 21 Real Estate
La Century 21 Real Estate LLC è una società statunitense di franchising immobiliare fondata nel 1971. Il network è composto da più di 14.000 uffici in franchising di proprietà e gestione indipendenti in 87 paesi in tutto il mondo con oltre 159.000 agenti. La Century 21 Real Estate ha la sua sede a Madison, nel New Jersey.
Fuori dagli Stai Uniti, il primo ufficio della Century 21 venne inaugurato in Canada, più precisamente nella Columbia Britannica, nel febbraio 1976.

## Storia

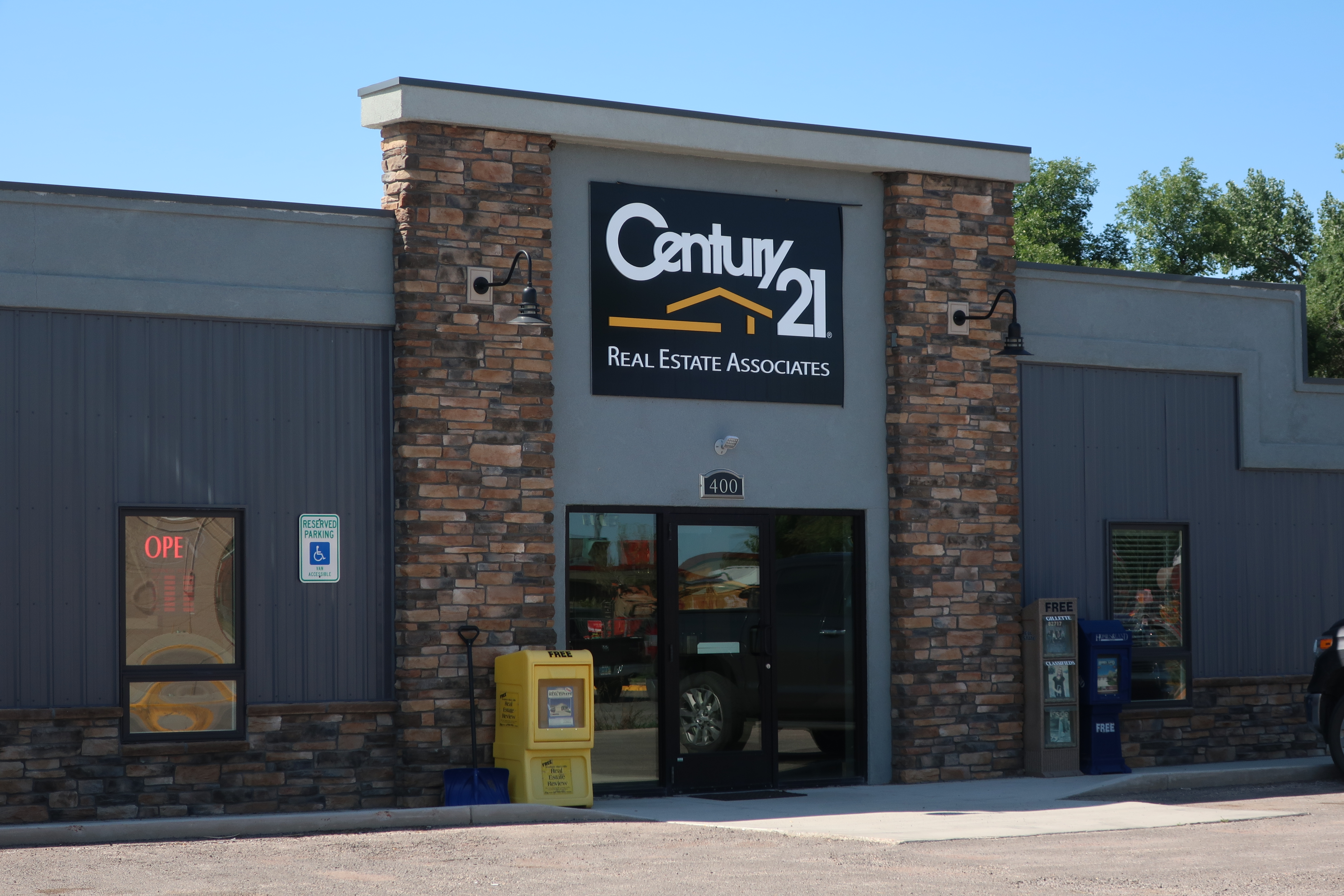
Un'agenzia immobiliare della Century 21 a Gillette, nel Wyoming

La Century 21 Real Estate venne fondata nel 1971 da Art Bartlett e Marsh Fisher, due agenti immobiliari della Contea di Orange, in California.
Secondo Bartlett, il nome dell'azienda venne deciso nel seguente modo:
(Art Bartlett)
La Century 21 venne acquisita dalla Trans World Corporation nel 1979, che nel 1985 la cedette alla MetLife. Quando MetLife decise di abbandonare l'attività immobiliare, la Century 21 fu venduta alla Hospitality Franchise Systems (divenuta in seguito Cendant) nel 1995. In seguito alla divisione della Cendant in quattro distinte società nel 2006, la Century 21 entrò a far parte della Realogy, ora divenuta Anywhere Real Estate.